# .ch
.ch este un domeniu de internet de nivel superior, pentru Elveția (ccTLD).